# Phoneyusa principium
Phoneyusa principium là một loài nhện trong họ Theraphosidae.
Loài này thuộc chi Phoneyusa. Phoneyusa principium được Eugène Simon miêu tả năm 1907.